# Jean-Baptiste Varin
Pour les articles homonymes, voir Varin.
Jean-Baptiste Varin, né le 26 novembre 1810 dans l'Île Manitoulin, mort le 8 juillet 1899 à La Prairie, est un notaire et homme politique canadien, notamment député de 1851 à 1854 au quatrième parlement de la province du Canada.

## Biographie
Jean-Baptiste Varin est né le 26 novembre 1810 dans l'Île Manitoulin, dans la baie Géorgienne du lac Huron, dans le Haut-Canada. Il est le fils du négociant Guillaume Varin, et de Marguerite Bourassa son épouse.
Il effectue ses études de 1819 à 1824 au petit séminaire de Montréal. Il est ensuite apprenti notaire à La Prairie, puis admis en janvier 1833 à exercer cette profession. 
Ses parents lui cèdent l'année suivante leur maison de La Pairie, pour faciliter son établissement. Cette maison est considérée comme une imposante résidence, face à l'église paroissiale. Il exerce son activité de notaire jusqu'en 1868.
Jean-Baptiste Varin est élu maire de La Prairie en 1846. Il est le premier maire de la localité, et exerce cette charge jusqu'en 1851. À la suite de l'incendie de 1846, il accueille quelques années dans sa maison les séances du conseil municipal.
Il est élu en 1851 député de Huntingdon au quatrième parlement de la province du Canada. Il siège comme réformiste, jusqu'en 1854, année où il ne se représente pas.
L'année suivante, en 1855, il est nommé membre de la commission d'établissement des cadastres des seigneuries du Bas-Canada. Après l'abolition des seigneuries, il continue à s'occuper du cadastre, comme expert pour l'élaboration de la loi sur ce sujet. 
Il est chargé en 1866 de dresser le plan cadastral de La Prairie, et l'année suivante de celui de Chambly. Il est nommé en 1868 directeur du service du cadastre à Montréal, fonction qu'il exerce jusqu'en 1878. Il est aussi registrateur du comté de Laprairie, de 1878 à 1892.
Il meurt le 8 juillet 1899 à La Prairie, à 88 ans. Il est inhumé trois jours plus tard, le 11 juillet, dans l'église de La Nativité-de-la-Très-Sainte-Vierge de La Prairie.
Il avait épousé à Laprairie en 1834 Hermine Raymond, fille de l'homme d'affaires et député Jean-Moïse Raymond, et d'Angélique Marie-des-Anges Leroux d'Esneval. Ils ont au moins une fille, Angéline Varin, qui épouse à Montréal en 1858 l'écrivain Joseph Doutre.

## Hommages
Le « boulevard Jean-Baptiste-Varin », renommé « avenue Jean-Baptiste-Varin », à La Prairie, lui rend hommage.